# Céline Sciamma

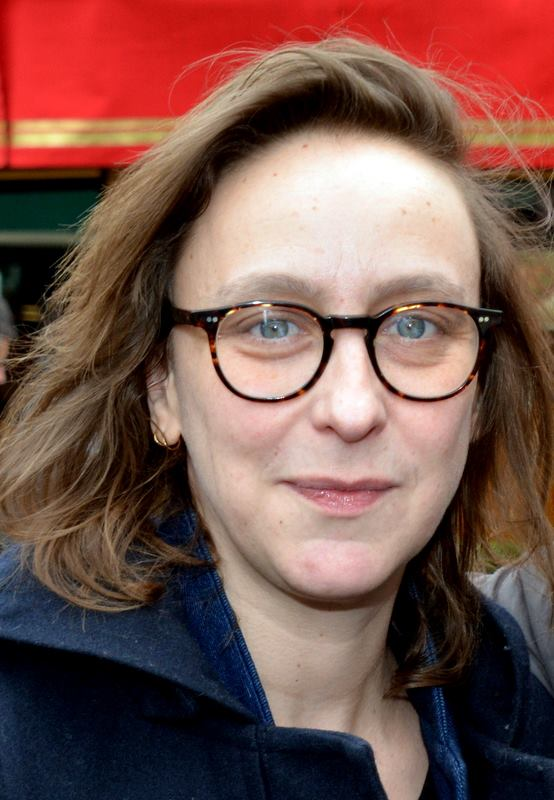
Céline Sciamma 2017

Céline Sciamma, född 12 november 1978 i Pontoise, en förort till Paris, är en fransk manusförfattare och filmregissör.
Sciammas debutfilm i kommersiell distribution, Naissance des pieuvres (engelsk titel "Water Lilies"; på svenska betyder den franska originaltiteln "Bläckfiskarnas födelse"), blev 2007 en oväntad publikframgång i Frankrike.[källa behövs] Filmen, som skildrar några tonårsflickors sexuella uppvaknande, tilldelades samma år Louis Delluc-priset för årets bästa debut (Prix Louis Delluc du premier film) i hennes hemland.
Efter Naissance des pieuvres gjorde hon, efter några års uppehåll, filmen Tomboy som skildrar en tioårig flickas (spelad av Zoé Héran) lek med könsroller och -identitet inom ett kompisgäng i ett lägenhetsområde där hon är nyinflyttad. Sciamma har i intervjuer framhållit att berättelsen delvis grundar sig på biografiskt stoff och att produktionen av filmen gjordes snabbt och i så kallad gerillastil i verkliga miljöer, det vill säga inspelning med digital kamera utanför traditionell studio. Tomboy belönades med Teddy-juryns pris vid filmfestivalen i Berlin 2011.
Céline Sciamma utbildade sig till manusförfattare på den franska filmskolan École Nationale Supérieure des Métiers de l'Image et du Son, även kallad La Fémis, under 2000-talet.

## Filmografi
- Les Premières Communions (manus), 2004
- Cache ta joie (manus), 2006
- Naissance des pieuvres (manus och regi), 2007
- Pauline (regi av kortfilm inom ramen för en manustävling), 2009
- Tomboy (manus och regi), 2011
- Girlhood (manus och regi), 2014
- Porträtt av en kvinna i brand (manus och regi), 2019
- Lilla mamma, 2021[11]